# Sammelstraße
Eine Sammelstraße ist eine Gemeindestraße, welche den Verkehr aus den Anliegerstraßen in Wohn- oder Gewerbegebieten an eine Hauptverkehrsstraße führt. Sammelstraßen, die den Verkehr aus mehreren Wohngebieten sammeln, werden auch Wohnsammelstraßen genannt. Nach dem gleichen Prinzip wird auch die Bezeichnung Industriesammelstraße verwendet.
Obwohl die Sammelstraße Verkehr sammelt, übernimmt sie auch Erschließungsfunktionen. So ist sie gemäß den Richtlinien für die integrierte Netzgestaltung (RIN) als Erschließungsstraße ES IV kategorisiert.
Eine übergeordnete Funktion übernimmt die Hauptsammelstraße. Sie ist eine lokal verkehrswichtige Innerortsstraße, die eine Verbindung zwischen verschiedenen Ortsteilen herstellt. Diese ist gemäß der RIN
keine Erschließungsstraße mehr, weswegen hier eine Umlegung der Straßenbaukosten durch die Gemeinde gemäß § 127 BauGB nicht möglich ist.